# Oundle
Oundle è un piccolo villaggio lungo le rive del fiume Nene nel Northamptonshire ed è localizzata a circa 20 km a sud-ovest di Peterborough.

## Storia
Abitato fin dall'età del ferro, l'invasione sassone vide l'arrivo di una tribù chiamata Undalas.
Noto in epoca anglo-sassone con il nome di Undela o Undalum, fu un'importante città di mercato per i contadini della zona. È il luogo in cui morì san Vilfrido nel 709, dove egli aveva consacrato una chiesa e fondato uno dei suoi monasteri. L'attuale chiesa di St Peter occupa la stessa area della chiesa originale di Vilfrido.
San Cetta o Cett, santo del VII secolo, è il patrono di Oundle. Si sa molto poco di lui ma secondo il manoscritto medievale Secgan venne sepolto nel monastero di Oundle, presso il fiume Nene, intorno all'anno Mille e venne eretta una cappella in suo onore nell'XI sec., sulla collinetta al termine della St Sythes Lane. La presenza di questa edicola e di un fiorente mercato portò alla crescita di Oundle nel XII secolo.
Il Domesday Book riporta Oundle come parte della centena di Polebrook, con una popolazione di 36 famiglie e la presenza di un mulino nel 1086.
Quando la cittadina prosperò, ricchi mercanti aprirono negozi e costruirono case, e vennero formate le gilde. Alla stregua di altri centri abitati dei dintorni, Oundle venne colpita dalla peste nera a metà del XIV secolo. 
Oundle ebbe una Grammar school almeno dal 1465, dove studiò William Laxton (ca.1500–1556) che fu Lord sindaco di Londra durante il regno di Enrico VIII. Nel suo testamento egli lasciò un lascito per fondare la Laxton Grammar School nel 1556, conosciuta ora come Oundle School, gestita dalla Corporazione dei droghieri della Città di Londra (Worshipful Company of Grocers).

## Amministrazione

### Gemellaggi
Oundle è gemellata con:
- Andrésy
- Nauort